# Anfiteatro de Tréveris
O Anfiteatro de Tréveris é um anfiteatro romano do século I a mando do imperador Trajano (r. 98–117), perto das Termas imperiais de Tréveris, nos arredores da vila romana de Augusta dos Tréveros, cenário de lutas de gladiadores e competições de animais. 
Toda a estrutura, constituída de uma arena elíptica e uma arquibancada, era cercada por uma muralha alta, dividida em andares por arcadas.A arena media 75 metros de largura por 50 de comprimento e capacidade entre 25 000 a 30 000 espectadores, estando entre os maiores anfiteatros romanos conservados. No século IV, os habitantes de Tréveris usavam o anfiteatro como refúgio durante os frequentes ataques das tribos germânicas.